# E841
La ruta europea E841 és una carretera que forma part de la Xarxa de carreteres europees. Comença a Capodrise (Itàlia) i finalitza a Manocalzati (Itàlia). Té una longitud aproximada de 90 km. Té una orientació d'oest a est.